# Elle a les yeux revolver
Elle a les yeux revolver ist ein Lied von Marc Lavoine aus dem Jahr 1985.

## Inhalt
Es wurde von Fabrice Aboulker geschrieben und produziert. Die Single war Lavoines erster großer Hit, er erreichte damit Platz 4 in den französischen Charts.

## Produzenten
- Fabrice Aboulker – Produzent für AVREP
- Bruno de Balincourt – Fotos
- Bernard Estardy – Tonmeister
- Brigitte Terrasse – Grafikdesign für DGA

## Chartplatzierungen
| ChartsChartplatzierungen | Höchstplatzierung | Wochen |
| ------------------------ | ----------------- | ------ |
| Frankreich (SNEP)        | 4 (25 Wo.)        | 25     |